# کورودا سیکی
ویسکونت کورودا سیکی (به ژاپنی: 黒田 清輝؛ به انگلیسی: Kuroda Seiki; ۹ اوت ۱۸۶۶ – ۱۵ ژوئیهٔ ۱۹۲۴) یک نقاش و معلم ژاپنی بود که به خاطر ارائه نظریه و نقاشی به شیوه غربی به مخاطبان ژاپنی شهرت دارد.
او یکی از رهبران جنبش یوگا (یا به سبک غربی) در نقاشی ژاپنی اواخر قرن نوزدهم و اوایل قرن بیستم بود و در ژاپن از او به عنوان «پدر نقاشی سبک غربی» یاد می‌شود.
او معلم و مدیر هنری مدرسه هنر توکیو و همچنین بنیانگذار انجمن اسب سفید بود.
وی همچنین برندهٔ جوایزی همچون لژیون دونور (صلیب بزرگ) شده‌است.

## زندگی
کورودا سیکی در ۹ اوت ۱۸۶۶ در کاگوشیما، ژاپن به دنیا آمد. در بدو تولد توسط عمویش به فرزندی پذیرفته شد و به ملک او در توکیو نقل مکان کرد. کورودا در ۱۸ سالگی برای تحصیل در رشته حقوق به پاریس رفت اما در آنجا پس از دو سال نقاشی را دنبال کرد. زمانی که در فرانسه بود، یک دهه را صرف آموختن نحوه نقاشی به سبک آکادمیک غربی کرد و در طول دوره‌ای از خود یابی هنر خود را تقویت کرد.
در سال ۱۸۹۳، کورودا به ژاپن بازگشت و هوایی تازه در صحنه هنری به سبک غربی در بسیاری از شهرهای ژاپن دمید. او یک مکتب نقاشی غربی به نام تشین دوکو (Tenshin Dojo) را راه‌اندازی کرد و پلیناریسم (pleinairism) را تأسیس کرد که تمرین نقاشی در فضای باز است. در سال ۱۹۸۶، او یک گروه از تمرین کنندگان ژاپنی یوگا و نقاشی را با نام انجمن اسب سفید (Habuka-kai) تأسیس کرد. او همچنین برای تدریس در بخش نقاشی غربی در دانشکده هنرهای زیبای توکیو دعوت شد.
در سال‌های رو به زوال، کورودا به‌عنوان یک هنرمند خانگی امپراتوری (teishitsu gigei-in) برای خلق آثاری برای کاخ امپراتوری توکیو انتخاب شد. او همچنین به عنوان رئیس آکادمی هنر امپراتوری خدمت کرد و در سال ۱۹۱۷ عنوان ویسکونت را دریافت کرد. سپس، در سال ۱۹۲۰، کورودا برای پیوستن به خانه همتایان ژاپن (House of Peers, or Kizoku-in)، طبقه اجتماعی اشراف جدید در دوره میجی انتخاب شد.

## میراث
کورودا تأثیر ماندگاری بر دنیای هنر در ژاپن و فراتر از آن گذاشت و الهام بخش نسل بعدی هنرمندان سبک غربی، امپرسیونیست و پلنیریست بود تا میراث او را ادامه دهند. آثار او را می‌توان در موزه‌ها و گالری‌های بی شماری مانند موزه آرتیزون در توکیو و تالار یادبود کورودا در موزه ملی توکیو یافت. دو اثر او، Maiko (1893) و Lakeside (1897) نیز به عنوان تمبرهای پستی یادبود توسط دولت ژاپن انتخاب شده‌اند.

## نگارخانه

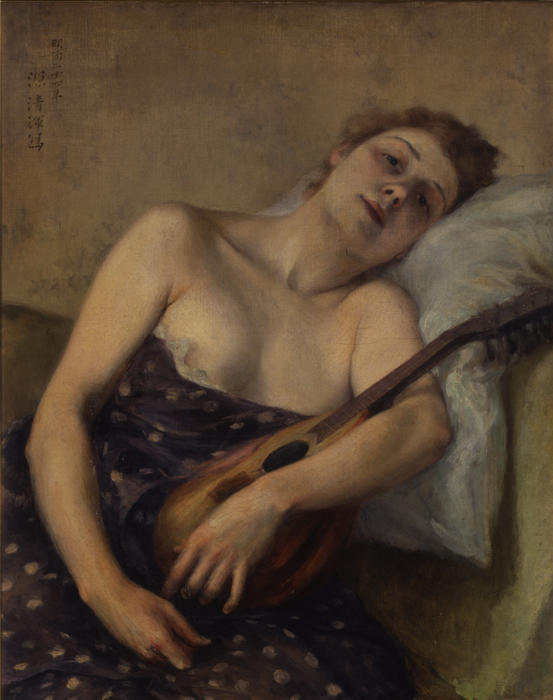
زنی که ماندولین در دست دارد، ۱۸۹۱
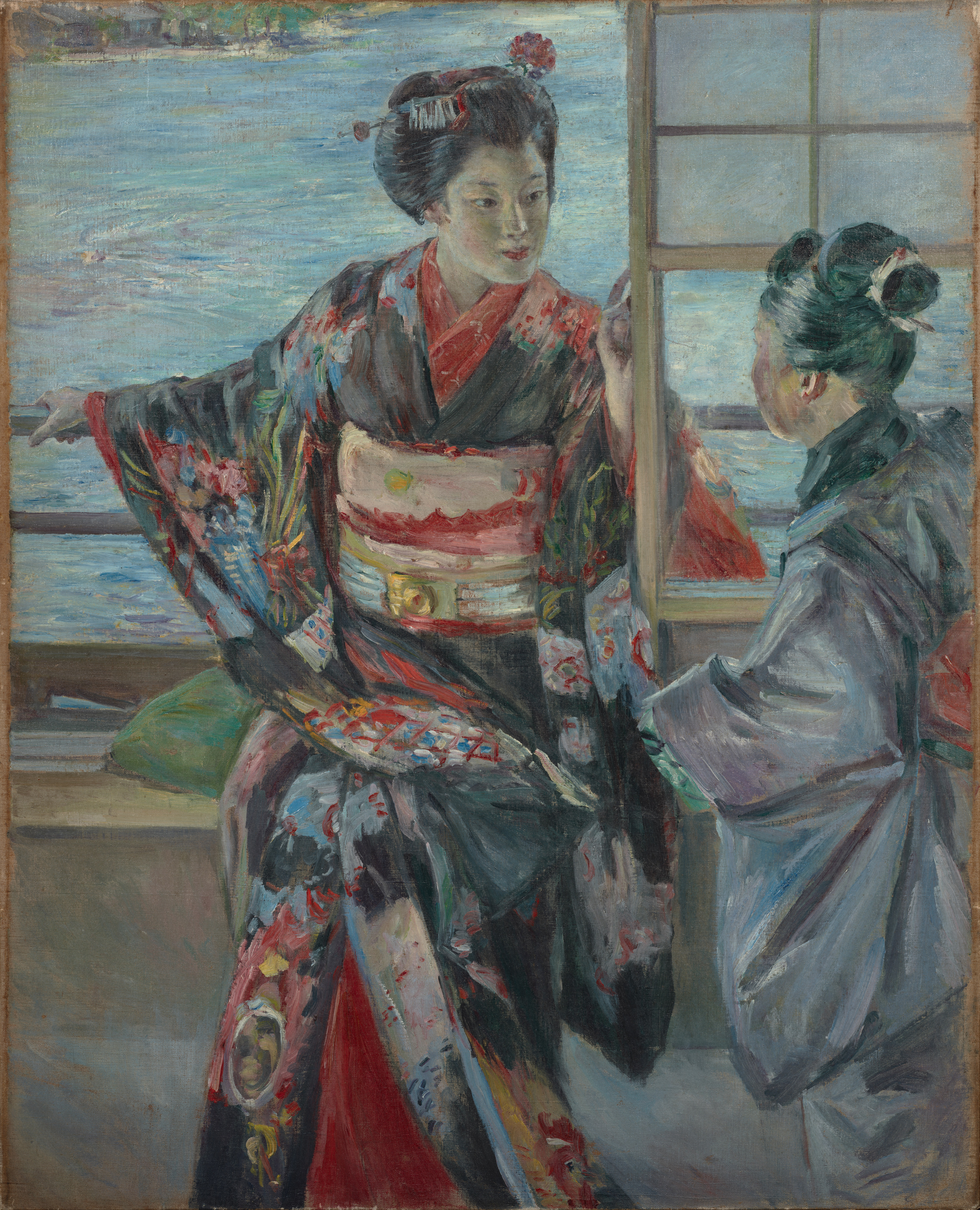
مایکو ، ۱۸۹۳
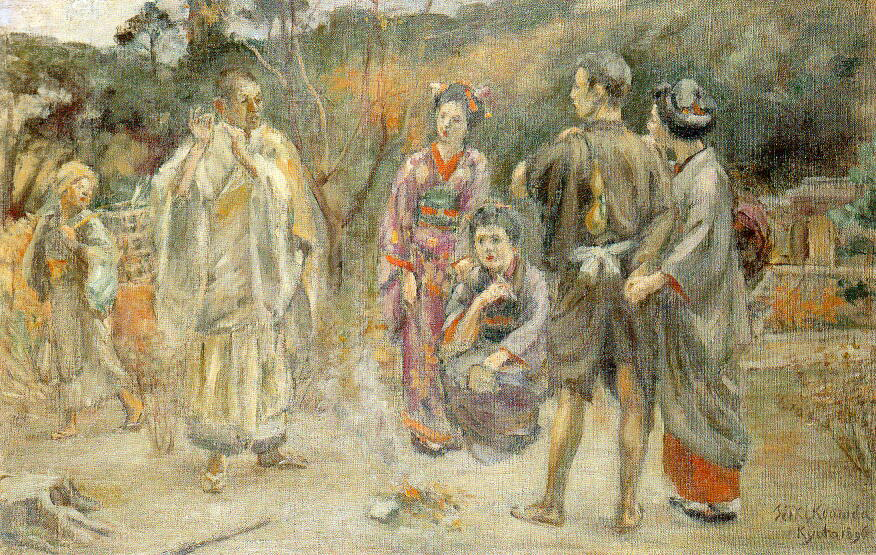
مطالعه برای گفتگو در مورد عاشقانه باستان (ترکیب دوم)، ۱۸۹۶
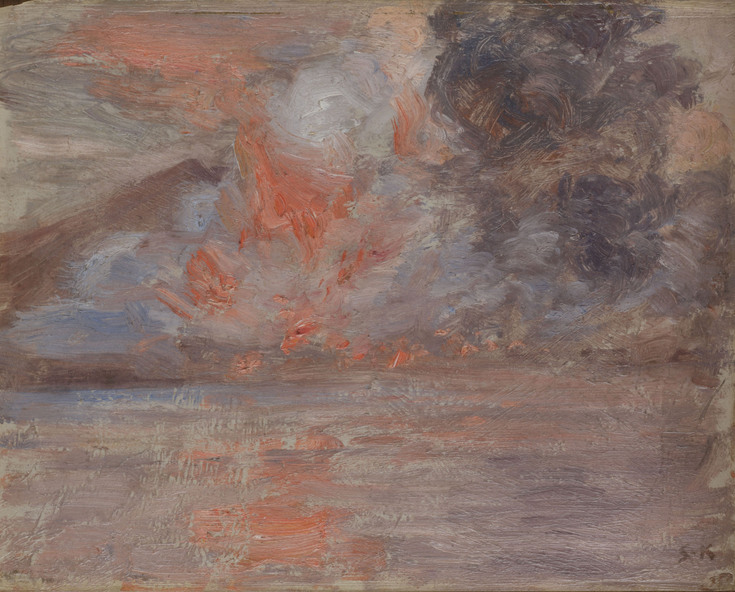
فوران ، ۱۹۱۴، یکی از شش نقاشی در مجموعه "فوران ساکوراجیما "
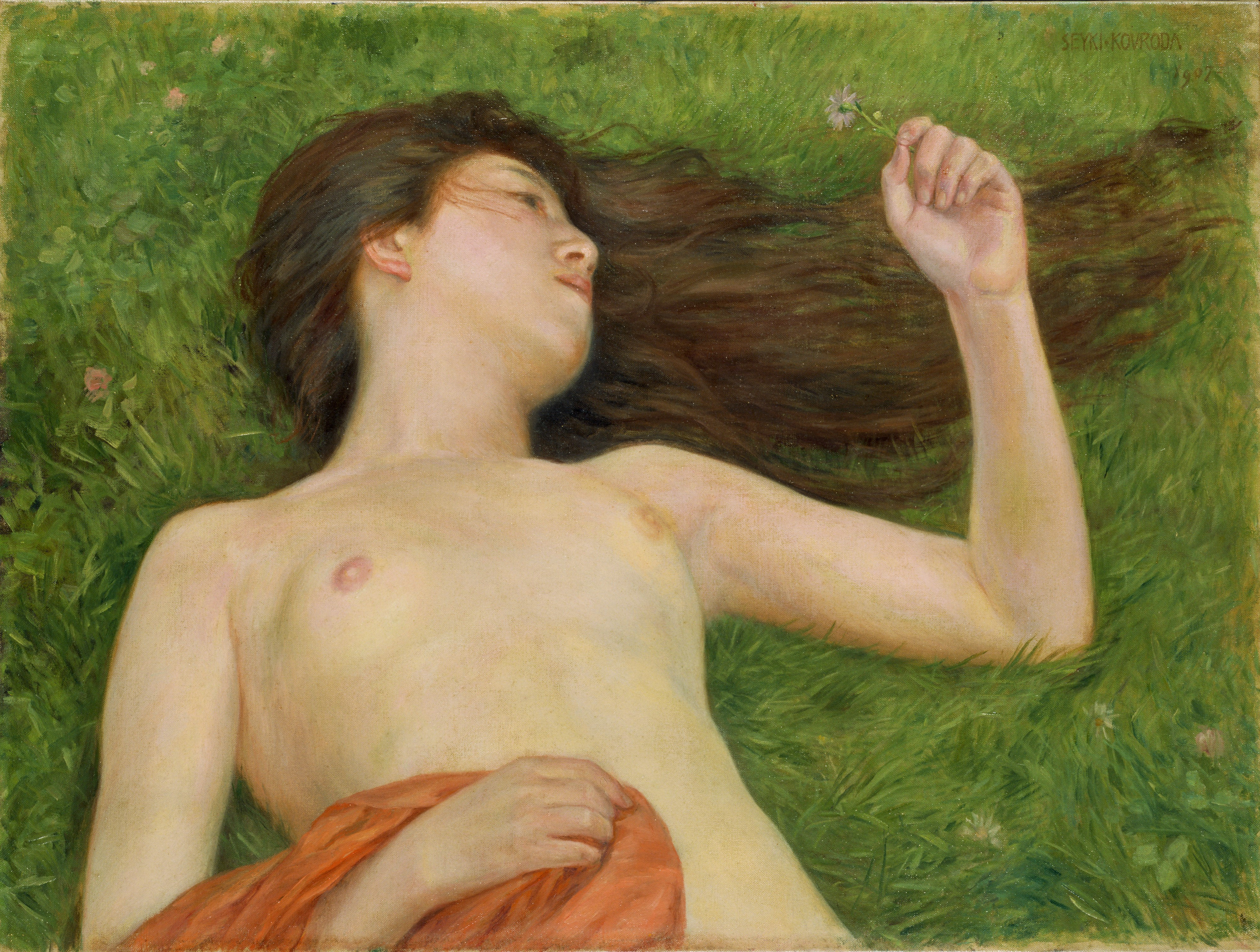
فیلدز ، ۱۹۰۷
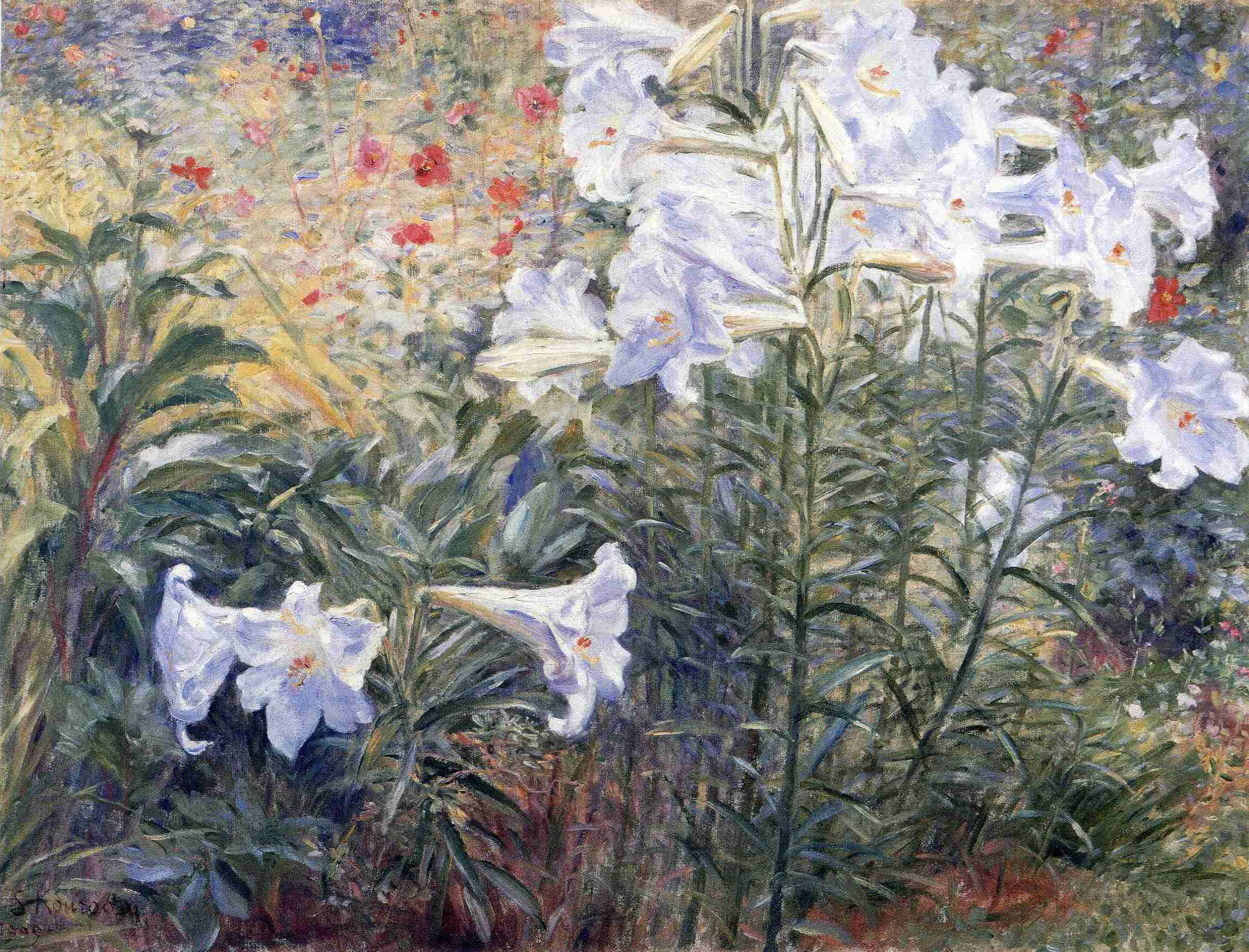
لیلی‌ها، ۱۹۰۹
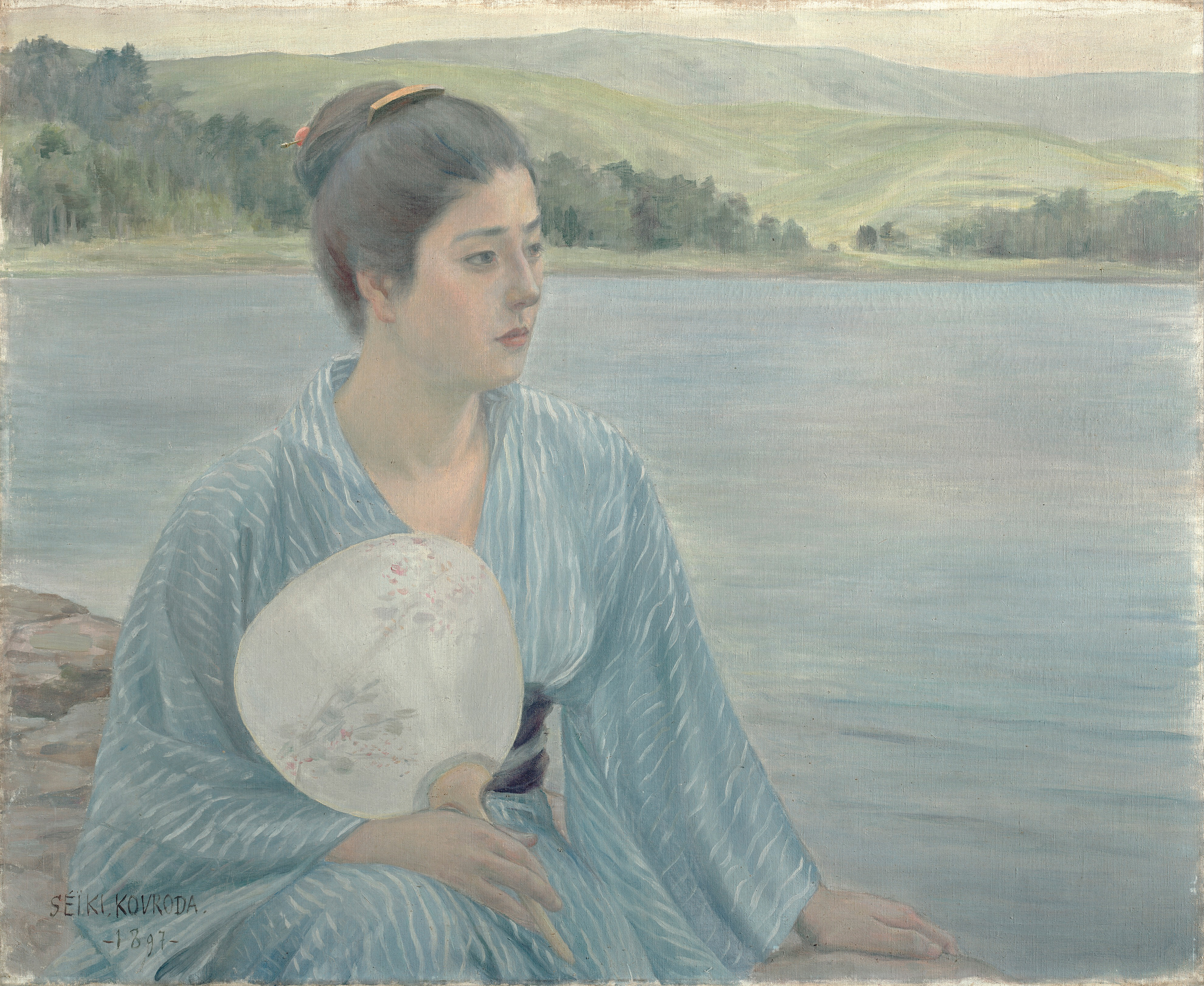
کورودا سیکی، کنار دریاچه، ۱۸۹۷، تالار یادبود کورودا، توکیو
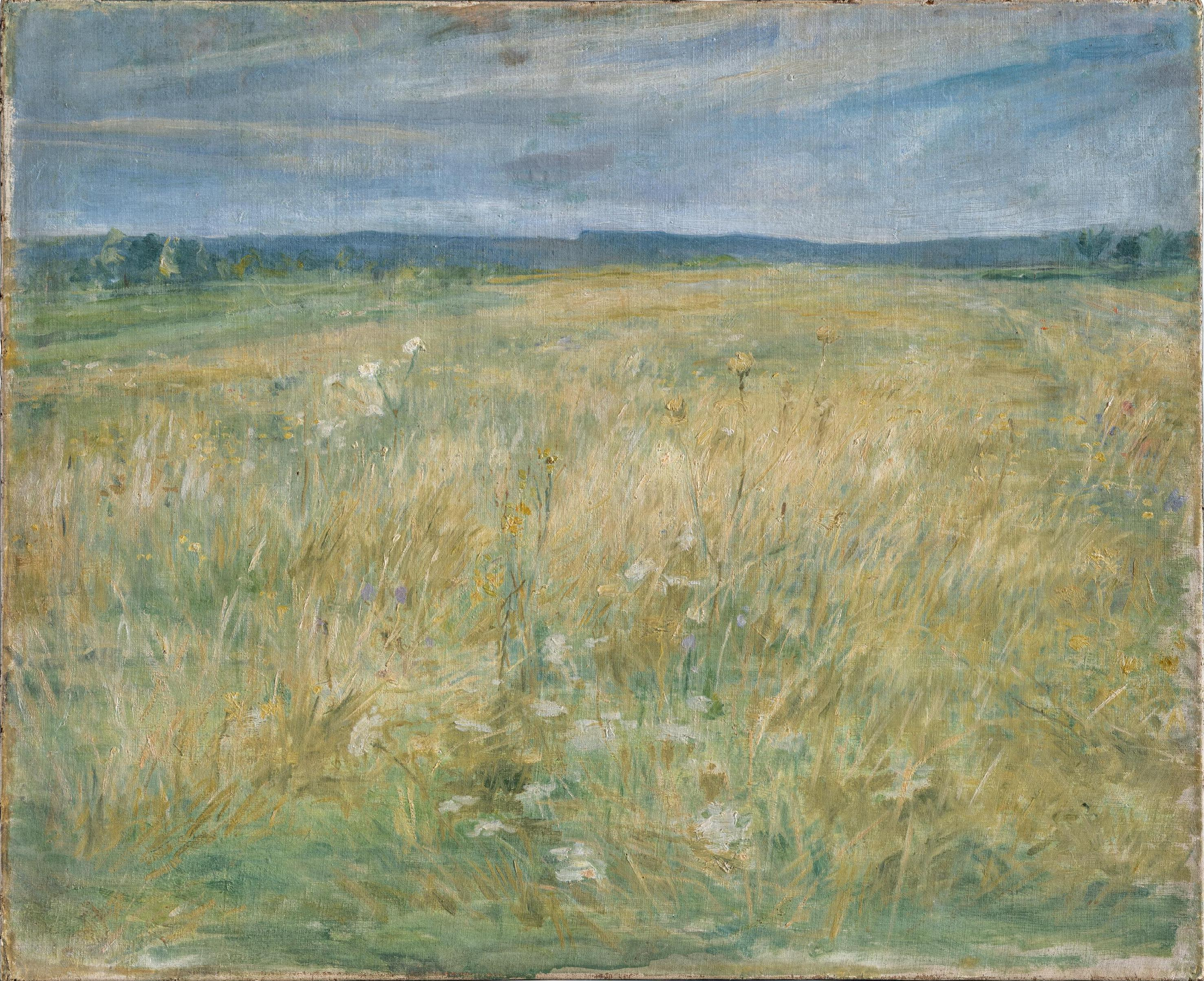
کورودا سیکی، میدان پژمرده (گرز-Grez)، حدود ۱۸۹۱، تالار یادبود کورودا، توکیو